# Friedrich Ludwig Jahn

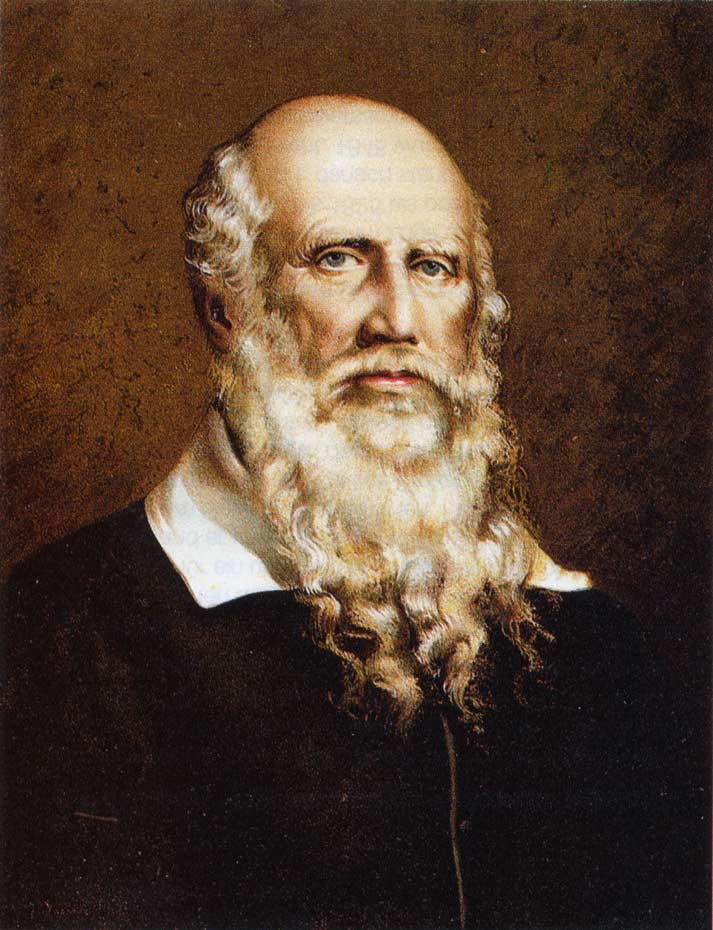
Friedrich Ludwig Jahn

Friedrich Ludwig Jahn (1778-1852), was een conservatieve Duitse nationalist en oervader van de turnbeweging in Duitsland. Hij wordt in Duitsland ook wel als Turnvater Jahn aangeduid.

## Leven
Friedrich Ludwig Jahn werd als zoon van een dominee in Lanz geboren. Aanvankelijk werd hij door zijn vader onderwezen, maar later bezocht hij het gymnasium, maar maakte het uiteindelijk niet af. Desondanks probeerde hij aan verschillende universiteiten (onder andere in Halle, Greifswald, Breslau) een studie te volgen, maar telkens werd hij vanwege het ontbreken van een gymnasiumdiploma weggestuurd. Intussen hield hij zich wel uitvoerig met geschiedenis en de Duitse taal bezig. Hij ontmoette in 1802 Ernst Moritz Arndt en raakte door diens ideeën geïnspireerd en ontwikkelde in het eerste decennium van de 19e eeuw een nationalistische ideologie die zich uitte in de turn- en studentenbeweging.

### Turnen
Jahn, ook wel Turnvader Jahn genoemd, combineerde al langer bekende theorieën over lichaamsbeweging met een nationalistische ideologie. Hij bedacht ook de term turnen zelf, als tegenhanger tegen gymnastiek, dat hij als on-Duits woord afkeurde. Het turnen bood in Jahns gedachten de ideale omstandigheden om het lichaam te sterken en weerbaar te maken, terwijl tegelijkertijd met wandelingen als integraal onderdeel van het turnen nationalistisch-politieke ideeën verbreid konden worden. Belangrijk is dat deze vroege turnbeweging niet alleen een sportbeweging was, maar voor alles een politieke beweging.

### Studentenbeweging:Burschenschaften
Niet alleen was Jahn een van de eerste turners, maar hij was ook op 12 juni 1815 in Jena een van de oprichters van de eerste Burschenschaften in Duitsland. Burschenschaften waren conservatieve nationalistische studentenverbonden die in Duitsland nog altijd bestaan en zich tot op zekere hoogte laten vergelijken met de Nederlandse studentencorpora, alhoewel die op liberale grondslag opgericht zijn. In de vroege 19e eeuw verkeerde Duitsland in een roerige tijd en vormde de studentenbeweging een belangrijke radicale groepering. Na de moord op August von Kotzebue (schrijver en Russisch spion) door een sympathisant van Jahn, Karl Ludwig Sand, verbood Metternich zijn nationalistische turnbeweging en volgde de zogenaamde Turnsperre. Jahn zelf werd in huisarrest in Freyburg an der Unstrut genomen.

### Invloed

Turnerskruis

Jahns invloed heeft een golvende geschiedenis. Al tijdens zijn leven werd zijn naam gezuiverd door de Duitse overheden en werd de turnkunst in Duitsland vrij algemeen aanvaard. Ook na zijn dood bleef Jahn een belangrijke nationalistische denker, niet alleen in Duitsland, maar ook in Frankrijk en Nederland. Het Jahnse turnen vond overal in Europa weerklank en ook hier speelde het opkomende nationalisme een sterke rol. Ook in de eerste helft van de 20e eeuw werd Jahn nog gewaardeerd, alhoewel het turnen in het algemeen aan belang inboette ten koste van de 'Engelse sporten' zoals voetbal, tennis en wielrennen. Na de Tweede Wereldoorlog nam men sterk afstand van de nationalistische ideeën van Jahn. Toch zijn er in Duitsland in bijna elke stad straten naar Jahn vernoemd en in 1978 werd er nog een postzegel in Duitsland uitgegeven met zijn beeltenis.
Een met Jahns turnersbeweging samenhangend symbool, dat tot op de huidige dag gebruikt wordt, is het Turnerkreuz, turnerskruis. Het bestaat uit vier letters F, die staan voor het devies Frisch, fromm, fröhlich, frei (fris, vroom, vrolijk, vrij).

## Werken
- Deutsches Volksthum (1810)
- Die Deutsche Turnkunst zur Einrichtung der Turnplätze dargestellt (1813), samen met Ernst Eiselen